# Pasaje San Martín

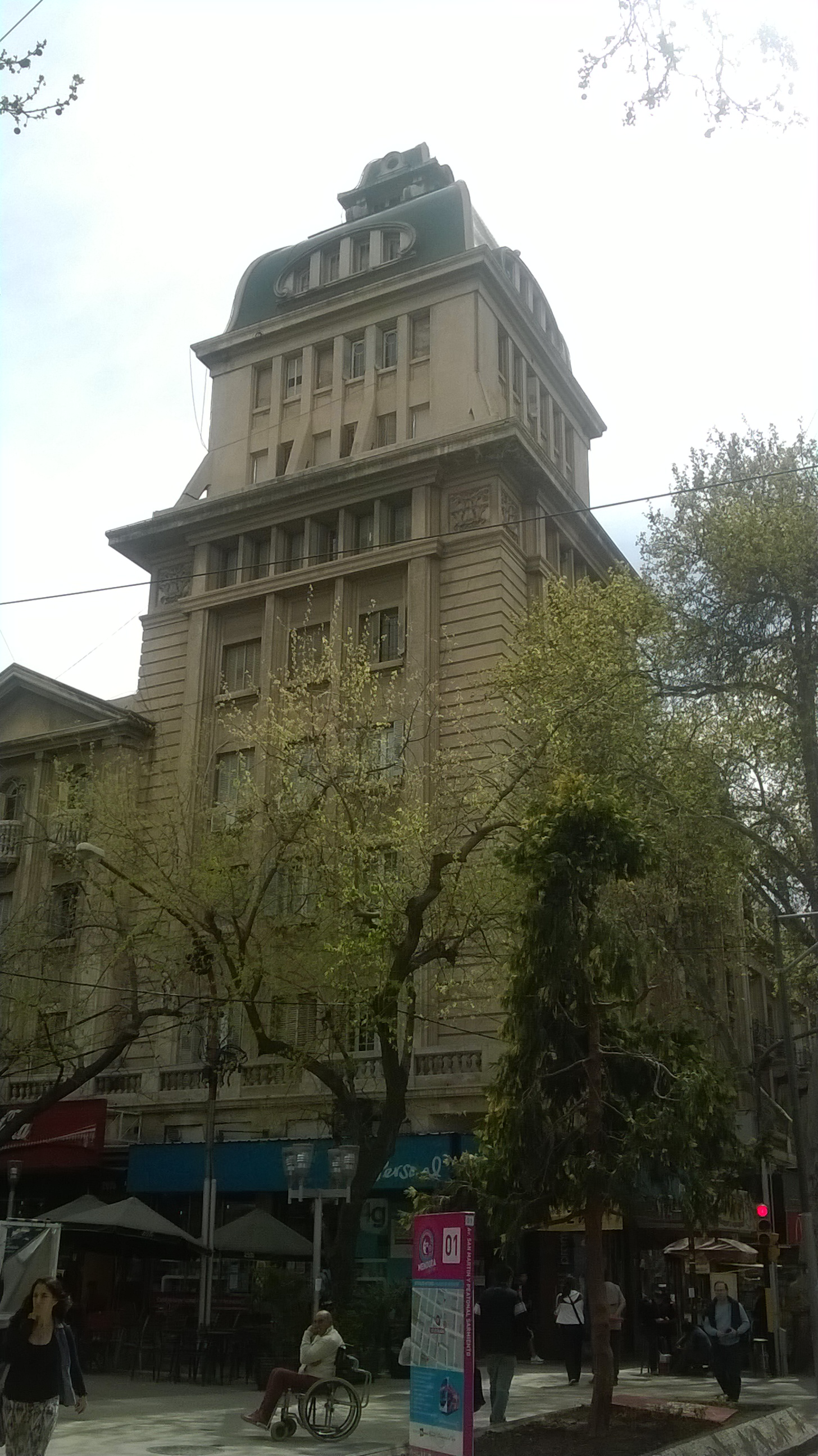
Pasaje San Martín

El Pasaje San Martín es un edificio emblemático ubicado en la ciudad de Mendoza. 

## Diseño
Se sitúa en Av. San Martín 1136 esquina Peatonal Sarmiento. 
Construido de 1926 por iniciativa de Miguel Escorihuela Gascón (un español radicado en la provincia y dueño de las Bodegas Escorihuela Gascón) fue proyectado por el ingeniero Ludovig Froude y dirigido por el ingeniero Edmundo Romero. La construcción estuvo a cargo de la empresa constructora F.H. Schmidt.
Sus galerías de doble altura conectan con calle 9 de julio y Sarmiento con bóvedas casetonadas de cañón corrido con tres cúpulas que contienen iluminación cenital mediante claraboyas de vitrales de colores con motivos floreales, los cuales fueron traídos de Francia. 
Su torre tiene siete pisos coronado por una cúpula en mansarda. El conjunto es de estilo ecléctico afrancesado con elementos modernistas: viteaux franceses y decoraciones floreales en la mampostería.   
El edificio fue uno de los primeros sismoresistentes y construidos en hormigón armado que tuvo la ciudad, también fue uno de los primeros en poseer ascensores, actualmente los tres ascensores Otis de tracción originales siguen en uso.

## Usos
Fue el primer edificio en altura en la ciudad, debido al miedo existente a nuevos sismos como el de 1861. También fue el primer edificio para galerías comerciales, departamentos y oficinas a la manera de los grandes pasajes de la época y hasta 1954 el más alto de Mendoza. 
En 1999 se reforzaron los cimientos, mediante columnas de cemento en el sector que tiene salida a la peatonal Sarmiento, ya que el terreno había cedido debido a pérdidas de agua por conexiones rotas. Esta solución técnica fue propuesta por la Universidad Tecnológica Nacional y en 2001 fue restaurado integralmente por motivo de sus 75 años.

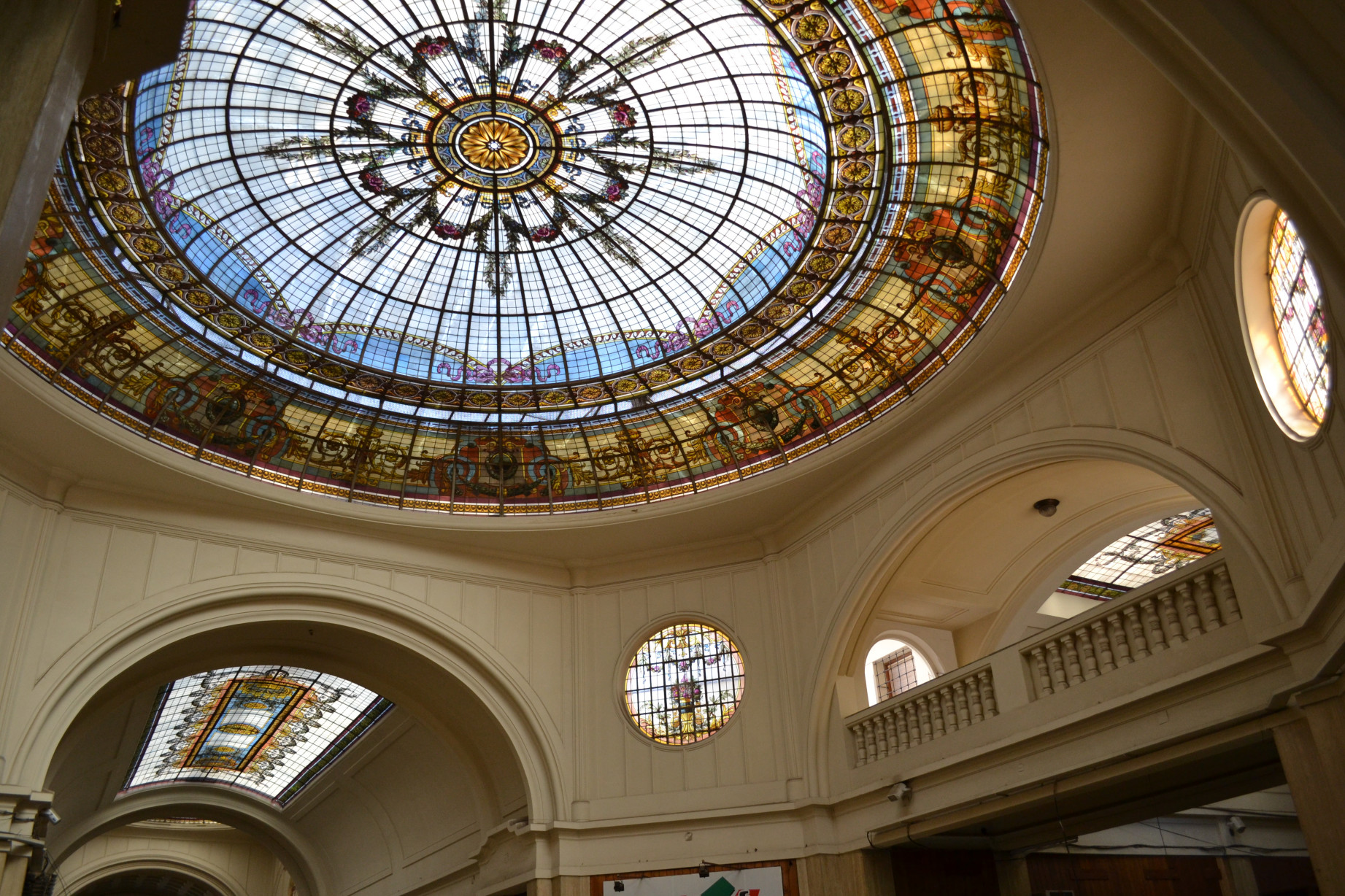
Vitreaux del Pasaje San Martín

## Reconocimientos
Junto con el Edificio Gómez constituyen un icono de la ciudad de Mendoza. En 1989 se construyó el Paseo Peatonal Sarmiento junto a él. En 1997 el edificio fue declarado Patrimonio Cultural de la Provincia por medio del Decreto N.º 2190 de ese año.
En el mes de noviembre de 2022 en su aniversario 96.º el Pasaje San Martin fue reconocido como Embajada de Paz por la UNESCO a través de la Fundación Mil Milenios de Paz y gracias a la Unión de Colectividades en Argentina para el Desarrollo (UCADE). Siendo sus padrinos la embajadora de paz y presidente de la Regional UCADE Cuyo Elsa Blum y el embajador de paz y presidente nacional de UCADE Pedro Andrés de Tejada.